# 7 miljonärer
7 miljonärer är en svensk komedifilm från 2006 i regi av Michael Hjorth.

## Handling
Måns och Judith ska gifta sig. Båda är mycket rika, men är allt verkligen som det verkar?

## Om filmen
Filmen spelades in i juli och augusti 2005 i Munkedal. Den hade premiär på 58 svenska orter den 29 september 2006 och är tillåten från 7 år.
7 miljonärer har visats i SVT, bland annat i april 2020 och i april 2022.

## Rollista
- Suzanne Reuter – Judith, en bedragare som rånar de män hon gifter sig med
- Loa Falkman – Julius, en godhjärtad man som blir utnyttjad av sin giriga hustru
- Reine Brynolfsson – André, en maffiaboss
- Peter Andersson – Måns, Julius elake bror
- Sanna Bråding – Bella, Judiths dotter som har maffian efter sig
- Fares Fares – Josef, Bellas "bror" och polis
- Tomas Tivemark – Boris/Sven, en dagislärare som extraknäcker som torped
- Ann-Sofie Rase – Anette, Julius elaka hustru
- Jouko Ahola – Jerry, en galen finländare som tror han är Terminator
- Niklas Larsson – Julius 1963
- Ivar Svensson – Måns 1963
- Ingvar Andersson – prästen
- William Hjorth – Boris Jr:s röst